# Амарето (ликьор)
Амарèто (на италиански: Liquore Amaretto) е ароматен италиански ликьор, направен от билки и горчиви бадеми, и други съставки като череши, сливи, какао, различни билки и захар. Най-известният е Дизароно (Disaronno) от град Сароно в Ломбардия, Северна Италия.
Не трябва да се бърка с Амаро – друг италиански ликьор, който се прави от билки.

## Етимология
Името е умалителна форма на италианската дума amaro – „горчив“, което препраща към отличителния вкус на напитката, придаван от горчивите бадеми или от ядрото на костилката. Горчивината обаче не е нетърпима благодарение на подсладителите. Затова ликьорът може да се опише като „леко горчив“. Въпреки името „Амарето“ не принадлежи към категорията на битер напитките.

## История
Подобно на много рецепти на основата на бадеми Амарето има древна традиция и води началото си от 16 век. През 1525 г. на художника Бернардино Луини е поръчано да изографиса фреска, изобразяваща Мадоната и Поклонението на влъхвите в северноиталианския град Сароно. Стенописът е видим и днес в Светилището на Блажената дева на чудесата (Beata Vergine dei Miracoli) в града. Легендата разказва, че в периода, в който художникът отсяда в Сароно, има ханджийка с такава красота, че се влюбва в нея и я използва за модел за своята Мадона. За да му благодари, тя му предлага еликсир от билки, препечена захар, горчиви бадеми и бренди, който веднага е оценен и се разпространява мигновено. Следователно ликьорът запазва смисъла на привързаност и приятелство и днес е един от най-популярните италиански продукти в чужбина. Името му не е преведено и остава непроменено на всички езици.

## Характеристики
Ликьорът Амарето не е дестилат, а инфузионен препарат на алкохолна основа като ночино или лимончело. Поради тази причина е доста разпространено домашното ми приготвяне в няколко варианта: най-разпространеният включва и използването на кайсии в допълнение към горчивите бадеми. Ликьорът е с алкохолно съдържание 28 градуса и с вкус, който далечно напомня на марципан.
Известни марки са DeKuyper (Нидерландия), Disaronno (Италия), Lazzaroni (Италия), Bols (Недерландия) и Luxardo (Италия).

## Консумация
Пие се чист, със или без лед, и понякога се използва за приготвяне на коктейли, но основно е подходящ за смесване с напитки на базата на кафе.

### Използване в кулинарията
- Добавя се към десерти, включително сладолед, който подобрява вкуса на десерта с бадеми и допълва вкуса на шоколада. Тирамису – популярен италиански сладкиш често се овкусява или с истинско амарето, или с аромат на амарето без алкохол.
- Пикантни рецепти, които изискват амарето – обикновено включват месо като пилешко.
- Няколко порции амарето могат да се добавят към тестото за палачинки за по-богат вкус.
- Често се добавя към бадемов сос за риба и зеленчуци.
- Често се добавя към бита сметана.

### Коктейли
Той е основна съставка на следните коктейли:
- Amaretto Piña Colada – ликьор Амарето, лек ром, кокосово мляко и сок от ананас.[5]
- Amaretto Sour – ликьор Амарето, лимонов сок, яйчен белтък, захар или обикновен сироп и резен портокал и череши за гарнитура.[6][7][8]
- French Connection (Френска връзка) – ликьор Амарето и коняк. Официален коктейл на IBA
- Godfather (Кръстникът)- ликьор Амарето и скоч
- Nutcracker Martini (Лешникотрошачката Мартини) – ликьор Амарето, тъмен шоколадов ликьор, водка и ликьор „Ирландски крем“.[9]
- Snickerdoodle Cookie Martini – ликьор Амарето, канелен ликьор и канелена водка.[10]

## Амарето Дизароно
Дизароно Ориджинале (Disaronno Originale) (28% abv) е вид амарето – ликьор с кехлибарен цвят с характерен бадемов вкус, въпреки че всъщност не съдържа бадеми. Произвежда се в град Сароно в регион Ломбардия и се продава по целия свят. Според компанията ликьорът е инфузия на масло от кайсиеви ядки с „абсолютен алкохол, изгорена захар и чистата есенция от 17 избрани билки и плодове“. Ликьорът се продава в продълговат стъклен декантер, проектиран от занаятчия от Мурано. Продуктът се казва Амарето ди Сароно (Amaretto di Saronno) до 2001 г., когато е ребрандиран с новото му име по маркетингови причини.
Дизароно може да се сервира направо като ликьор, върху лед или като част от коктейл, смесен с други алкохолни напитки, кока-кола, джинджифилов ейл или плодов сок. Може да се добави и към горещ шоколад и е съставка в италианския вариант на ирландско кафе. Ликьорът амарето се използва и за италианския десерт Тирамису.

### Коктейли с Амарето Дизароно
- Френска връзка (French Connection) (3,5 cl коняк, 3,5 cl Дизароно)
- Кръстникът (Godfather) (3,5 cl шотландско уиски, 2,5 cl Дизароно)
- Кръстницата (Godmother) (3,5 cl водка, 3,5 cl Дизароно)[12]